# Sovjetunionens herrlandslag i fotboll
Sovjetunionens herrlandslag i fotboll (ryska: Cбо́рная СССР по футбо́лу, Sbornaja SSSR po futbolu) var det dåvarande Sovjetunionens fotbollslandslag 1923–1991. Efter upplösningen av Sovjetunionen spelade man under 1992 med namnet OSS.
Rysslands herrlandslag i fotboll har tagit över Sovjets meriter i officiell statistik men det som en gång var Sovjetunionen har splittrats på flera stater och så även fotbollen med olika landslag med bakgrund i Sovjetunionens fotbollslandslag. 
Sovjetunionens landslag bestod av långt fler nationaliteter än de spelare som allmänt utanför Sovjetunionen kallades ryssar. Många spelare har kommit från delar som idag är självständiga stater. Ukraina och Georgien är tydliga exempel där spelare blivit "ryssifierade" när de spelade i Sovjet-landslaget.

## Historia
Sovjetunionen kunde under sin tid fira flera framgångar i framförallt EM där man fortfarande tillhör de framgångsrikaste landslagen. Sovjetunionen deltog inte i VM före andra världskriget då landet inte var medlem i Fifa. Precis som i andra idrotter skedde under första halvan av 1950-talet en omsvängning där man satsade stora resurser på att delta i stora turneringar. Fotbollen var inget undantag och Sovjetunionen deltog i OS, VM och EM.
Första landskampen var inofficiell, och spelades som Ryska SSR den 21 augusti 1923 mot Sverige och vanns med 2-1. Den 16 november 1924 vann man, som Sovjetunionen, mot Turkiet med 3-0 hemma i Moskva i den första officiella landskampen.
Sista landskampen spelades den 13 november 1991 mot Cypern i Larnaca, och vanns med 3-0 i EM-kvalet.

### Sovjetunionen i EM
Sovjetunionen deltog redan i Europacupen för landslag 1960 som senare fick officiell EM-status. Långt ifrån alla europeiska lag deltog dock i EM-turneringarna på den tiden. Sovjetunionen vann den första EM-turneringen efter finalseger mot Jugoslavien. I EM-turneringen, som var i cupform, slog man ut Ungern i första omgången och gick till semifinalen sedan Spanien lämnat walk-over. I semifinalen vann man klart mot Tjeckoslovakien med 3-0. Fyra år senare var Sovjet återigen i final men förlorade mot hemmalaget Spanien. Då hade man slagit ut Italien, Sverige och överraskningen Danmark på sin väg till finalen.
Sovjet fortsatte att dominera i EM 1968 (nu officiell EM-status) när man från en svag kvalgrupp gick vidare till semifinal efter att man slagit ut Ungern i kvartsfinalomgången. (Sovjetunionen var ett stort problem för ungrarna som inte mindre än fyra gånger slogs ut av Sovjet: VM 66 i kvartsfinal och tre gånger i EM: 1960, 1968 och 1972). I semifinalen spelade man 0-0 mot hemmalaget Italien men förlorade - slantsinglingen! Innan straffsparksavgörandet införts avgjordes matcher genom slantsingling.
1972 nådde Sovjetunionen återigen final men förlorade klart mot Västtysklands storlag med storstjärnor som Franz Beckenbauer, Günter Netzer och Gerd Müller för att nämna några. 
1988 gjorde Sovjetunionen sitt sista EM som Sovjetunionen. Efter misslyckandet i VM 1986 där man åkte ut i andra omgången efter ett starkt gruppspel ville man nu lyckas betydligt bättre. I premiärmatchen slog man Nederländerna med 1-0 och slutade som gruppetta efter en 3-1-seger mot England. Den enda poängförlusten var mot Irland, som slutade 1-1. På bänken satt den legendariske tränaren Valerij Lobanovskij som varit framgångsrik med Dynamo Kiev och senare blev förbundskapten för Ukraina. I semifinalen slog man ut Italien med de klara siffrorna 2-0. I finalen kunde man inte stå emot ett Nederländerna som efter förlusten mot Sovjet i premiären stegrat sig genom turneringen och som vann finalen med 2-0. 
1992 spelade Sovjetunionen under namnet OSS sedan Sovjetunionens sönderfall och slutliga upplösning i december 1991. Laget hade kvalat in som Sovjetunionen men fick nu heta OSS. Laget kunde inte bli Ryssland direkt eftersom flera av de spelare som deltagit i kvalet då inte kunnat medverka. Laget hade efter två oavgjorda chansen att gå vidare men förlorade mot Skottland med klara 0-3.

### Sovjetunionen i VM
Sovjetunionen spelade sitt första VM i Sverige 1958 och lyckades klart godkänt. Laget gick tillsammans med Brasilien vidare från gruppen. I kvartsfinalen föll Sovjetunionen mot Sverige med 0-2. Den stora profilen var målvaktslegenden Lev Jasjin. 
1958 hade det brasilianska och det sovjetiska fotbollslandslaget sina VM-läger i Hindås.
1962 gick Sovjet till kvartsfinal.
1966 gjorde Sovjet sin bästa turnering genom tiderna när man nådde semifinal. I gruppspelet imponerade man med idel segrar där man bland annat vann mot Italien. I kvartsfinalen vann man mot Ungern som hade ett slagkraftigt lag med spelare som Bene och Albert. De sista matcherna kunde man inte matcha Västtyskland (semifinalen) och Portugal (bronsmatchen) utan förlorade knappt och slutade på en fjärdeplats. Valerij Porkujan var lagets skyttekung med fyra strutar.
1970 var Sovjetunionen med i VM i Mexiko och vann gruppen efter klara segrar mot Belgien (4-1) och El Salvador (2-0) samt oavgjort mot hemmalaget Mexiko (0-0). I kvartsfinalen åkte Sovjetunionen ut mot Uruguay efter ett sent mål i förlängningen. 1974 och 1978 missade Sovjet VM och det berodde bland annat på att man 1974 tackade nej till en playoff-match.
1982 var man tillbaka i VM och kunde återigen ta sig vidare från det första gruppspelet. Storstjärnan Oleg Blokhin och målvaktsprofilen Rinat Dassajev var några av nyckelspelarna i laget. Men segern mot Belgien med 1-0 räckte inte. Matchen mot Polen slutade mållös och Polen gick vidare på bättre målskillnad till semifinal. 
1986 hade man byggt vidare på laget med nya storspelare från bland annat Dynamo Kiev som samma år vann Cupvinnarcupen. Igor Belanov var den nya storstjärnan tillsammans med veteranen Oleh Blochin samt flera andra namnkunniga spelare som Dessajev, Rats och Kuznetsov. I gruppspelet imponerade man med storseger mot Ungern (6-0) och oavgjort mot regerande europamästarna Frankrike (1-1). Mot Kanada vann man med 2-0. I åttondelsfinalen gjorde Igor Belanov tre mål - men det räckte inte! I en riktig holmgång kunde Belgien efter förlängning vinna med 4-3. Ett av Sovjetunionens bästa lag genom tiderna lyckades inte ta sig till kvartsfinal.
1990 gjorde Sovjetunionen sitt sista VM och lyckades för första och enda gången att inte ta sig vidare utan slutade sista i gruppen. Laget förlorade de två inledande matcherna med 0-2 och storsegern mot Kamerun med 4-0 hjälpte inte laget vidare. Det dåliga resultatet var överraskande då Sovjetunionen så sent som två år tidigare gått till EM-final. 
I VM lyckades Sovjetunionen under alla år alltså aldrig ta en enda medalj. I VM deltog alla fotbollsländer och kunde ha med sina bästa spelare. 

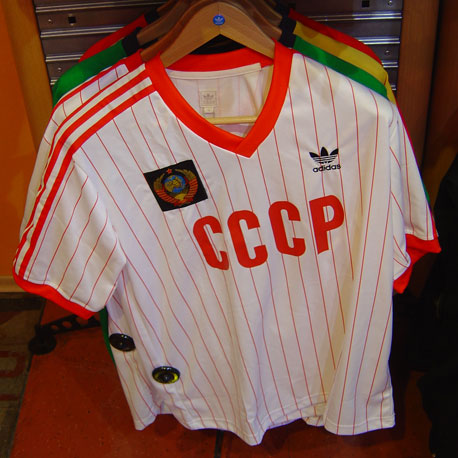
1980-talets sovjetiska landslagströja från Adidas.

### Sovjetunionen i OS
Sovjetunionen är ett av de mest framgångsrika landslagen i de olympiska spelens fotbollsturnering. Sovjetunionens spelare var dock statsanställda professionella vilket egentligen stred mot OS-reglerna som på den tiden föreskrev att endast amatörer fick delta i OS. 
Sovjet vann sitt första stora turnering vid de olympiska sommarspelen i Melbourne 1956. I mål stod stormålvakten Lev Jasjin och i finalen besegrades Jugoslavien. Under 1970-talet kom nya framgångar när Sovjetunionen vann brons i München och Montréal. 1980 tog man återigen brons när OS arrangerades på hemmaplan i Moskva. En stor del i Sovjets framgångar låg alltså i att man hade "amatörer" som gick under begreppet amatörism men som i verkligheten kunde lägga all sin tid på idrotten.
Efter Sovjets OS-bojkott 1984 återkom man 1988 och gjorde sin bästa turnering efter 1956. Laget gick enkelt fram till semifinal. I semifinalen vann man mot Italien efter straffläggning och kunde sedan besegra ett talangfullt Brasilien med 2-1 efter förlängning. 

## Matchställ
Sovjetunionen var ett av få länder med landets namn på tröjan. Sovjetunionen profilerade sig genom en röda tröja med stora vita versaler "CCCP". Tröjan har senare blivit populär hos vissa utan att för den skull representera sovjetisk idrott. Det finns enklare tröjor men även Adidas har gjort en kopia på den tröja man skapade för det sovjetiska fotbollslandslaget under 1980-talet.

## Kända spelare
- Oleh Blochin
- Lev Jasjin
- Ramaz Sjengelia
- Igor Belanov
- Rinat Dassajev
- Oleh Protasov
- Jevjenij Rudakov
- Oleh Protasov

## Förbundskaptener
- Valerij Lobanovskyj

## Landslagets efterföljare
Sovjetunionens sönderfall och sovjetrepublikernas självständighet har skapat följande landslag. 
- Armenien
- Azerbajdzjan
- Estland
- Georgien
- Kazakstan
- Kirgizistan
- Lettland
- Litauen
- Moldavien
- Ryssland
- Tadzjikistan
- Turkmenistan
- Ukraina
- Uzbekistan
- Vitryssland